# (12262) Nishio
(12262) Nishio (1989 UL) – planetoida z pasa głównego asteroid okrążająca Słońce w ciągu 4,64 lat w średniej odległości 2,78 j.a. Odkryta 21 października 1989 roku.